# Fengersfors bruk

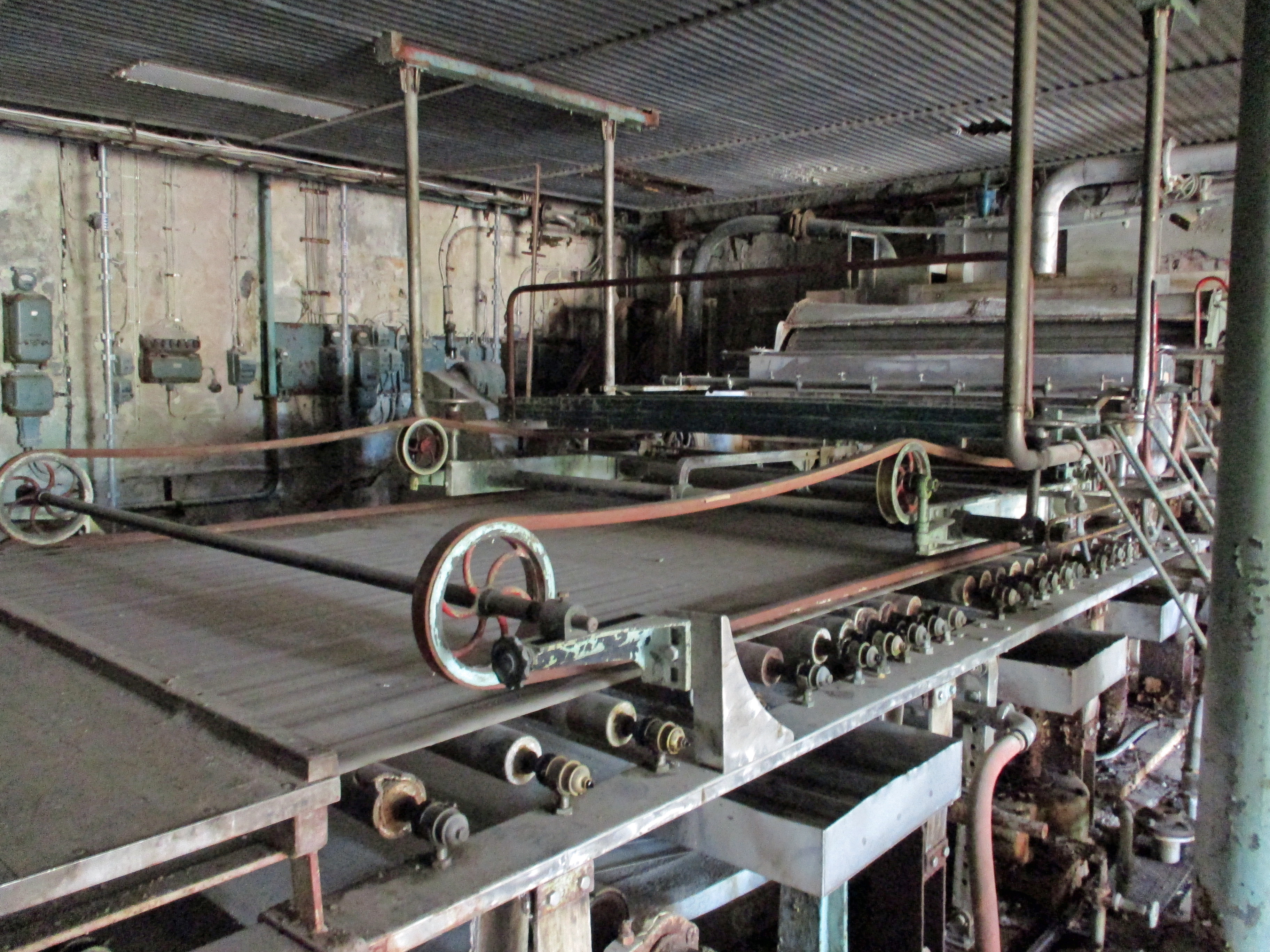
Trockenbahn der Papiermaschine PM 1

Fengersfors bruk ist eine ehemalige Zellstoff- und Papierfabrik in Fengersfors in der Provinz Västra Götalands län und der historischen Provinz Dalsland in Schweden.

## Geschichte
Ab 1796 gab es in Lisefors eine Eisenhütte. 1882 baute der damalige Besitzer der Eisenhütte, Christopher Sahlin, eine Holzschleifmühle, um die vorhandene Wasserkraft weiter zu nutzen. 1884 wurde die Eisenhütte stillgelegt und 1892 eine Gesellschaft mit dem Ziel gegründet, eine Zellstoff- und Papierfabrik zu errichten. Nach mehreren Insolvenzen wurde die Industrieanlage von Johan Fenger-Krog aus Göteborg übernommen. 1901 gründete er Fengersfors Bruks AB und ließ den Namen des Ortes in Fengersfors ändern.
Die Papierfabrik wurde 1906 von einem Brand verwüstet. Anschließend wurde sie mit vier Kesseln und zwei Papiermaschinen, PM 1 und PM 2, neu aufgebaut. 1913 wurde die Produktion von Ozeanpapier aufgenommen, einem feuchtigkeitsbeständigen Papier mit einer wasserundurchlässigen Asphaltzwischenschicht. In den 1920er Jahren wurde eine eigene Feldbahn zum See Ärr gebaut, um den An- und Abtransport zu rationalisieren. 1931 begann die Produktion von gebleichtem Papier. Eine neue Papiermaschine, PM 111, wurde 1934 in Betrieb genommen. Ende der 1940er Jahre folgten ein Kamyr-Kocher, der erste der Welt, und 1957 ein neuer Sodakessel. 1959 wurde eine vierte Papiermaschine, PM 1V, in Betrieb genommen.
Aufgrund der schlechten Rentabilität wurde die Zellstofffabrik 1966 und die Papierfabrik 1968 geschlossen. 1969 kaufte AB Enderlein & Co. die Papiermühle, um sie für die Produktion von Feinpapier wieder aufzubauen. Der Betrieb wurde 1978 nach einer Insolvenz vollständig eingestellt.

## Gegenwart
Seit 2003 werden die Gebäude von Kunsthandwerkern und Kleinunternehmern sowie von der Künstlerkooperative Not Quite genutzt. Eine der alten Papiermaschinen, PM1, und weitere Geräte sind zu besichtigen.
2015 wurde Fengersfors von der Svenska industriminnesföreningen zum Industriedenkmal des Jahres gewählt.